# Молотоф
Молотоф, або пудинг «Молотоф» (порт. Pudim Molotov) — десерт португальської кухні, пудинг на основі яєчних білків і карамелі.

## Історія назви
Після того як Жан-Жак Пелісьє в ході Кримської війни взяв Малахов курган (стратегічно важливої висоти Севастополя) і був удостоєний титулу герцога Малаховського (фр. duc de Malakoff) , на честь нього у віденських кондитерських винайшли десерт, схожий на шарлотку Malakofftorte. Але Пеліс'ьє не сподобалася складність виготовлення десерту у воєнний час — для його приготування були потрібні печиво «савоярді», збиті вершки, баварський крем. Тому рецепт спростили до інгредієнтів, які можна було просто знайти скрізь — цукор, яєчні білки та вода. Крім цього, пудингу надали форму, що нагадує Малахов курган.
У першій половині XX століття цей карамельний пудинг із Франції дійшов до Португалії, де органічно вписався у традиції португальської кухні. Пізніше, під час Другої світової війни, коли наркомом закордонних справ СРСР був В'ячеслав Михайлович Молотов, через схоже для португальців звучання за десертом закріпилася назва «Молотоф».

## Рецепт
Для приготування пудингу спочатку із цукру та води роблять карамель. Потім збивають білки та додають туди частину отриманої раніше карамелі. Суміш, що вийшла, викладають у форму, де раніше виготовлялася карамель і потім випікають на водяній бані в духовці до появи на десерті золотистої скоринки. Після того як випечений пудинг охолоне, його поливають карамеллю, що залишилася, і подають.